# 法國同性婚姻
在法國，同性婚姻是合法的。2012年11月17日，法國總理讓-馬克·埃羅向法國國民議會提出允許同性伴侶擁有正式結婚和共同領養兒童權利的《344法案》，而法國總統法蘭索瓦·歐蘭德則公開表示支持在競選期間推動法案的正式通過。2013年2月12日時國民議會以329票支持、229票反對的比例批准該項法案，2013年4月12日時法國參議院以171票支持、165票反對同樣批准該項法案，隨後在由國民大會於2013年4月23日以331張支持票對上225張反對票而批准修訂過的法案。然而反對派則主張法國憲法委員會應該介入，並且希望藉此延遲法國總統頒布法案的流程。
2013年5月17日，法國憲法委員會17日認定同性婚姻與領養法案合憲，否決右派反對黨人民運動聯盟的主張。2013年5月18日，法國總統法蘭索瓦·歐蘭德簽署法案完成立法，法国成為全球第14個同性婚姻合法的國家，同時也是第九個同性婚姻合法的歐洲國家。
根據2011年和2012年的民意調查表示，58%至63%的法國民眾支持某種形式的同性婚姻，但反對領養子女。

## 歷史

### 早先發展
2004年6月5日，前歐洲生態－綠黨總統候選人、同時也是波爾多郊区贝格勒市長的諾埃爾·馬梅爾主持了兩名男同性戀者贝特朗·沙尔庞捷（Bertrand Charpentier）與斯特凡纳·沙潘（Stéphane Chapin）的同性婚姻儀式。馬梅爾表示法國法律中並沒有禁止舉辦同性婚姻之儀式，並且聲稱如果遭遇反對意見的話將會上訴至歐洲人權法院審理。對此法國司法部部長多米尼克·佩爾邦表示這樣婚姻並無實質效力，並且要求應該使用司法機制來阻止婚禮進行。2004年7月27日，波爾多地方管轄法院宣布婚姻無效。其中反對婚姻進行、作為公訴人的法國政府依據民法典的內容，認為「一個丈夫與一個妻子」已經包含了不同性別之要求（法語中的妻子單字「femme」本身就代表了包含妻子在內的女性）。2005年4月19日波爾多上訴法院維持原本判決，而2007年3月14日翻案法院則回退了沙尔庞捷與查賓的上訴。
這次事件也帶來一些影響，其中法國內政部部長多明尼克·德維勒班在結婚典禮結束後不久對馬梅爾提起紀律處分，之後依照程序地方法院判處後者因依照自己想法錯誤解釋法律而應停職一個月。對此馬梅爾表示不會對裁決進行上訴，不過在法國最高行政法院接受上訴時他便曾向試圖向法院申請禁制令，然而法院以沒有充分的理由而將其提議回絕。2004年5月11日，社會黨領導人法蘭索瓦·歐蘭德則要求黨內成員提交法律草案來讓婚姻更為明確，不過也有如前任總理利昂內爾·若斯潘等社會黨領導人公開不贊成同性婚姻；而歐蘭德的伴侶塞格琳·賀雅爾則表示她曾懷疑過同性婚姻，但現在她完全表示支持。

### 2006年
法國國民議會在2006年1月25日時提出了《家庭和兒童權利報告》（Report on the Family and the Rights of Children），儘管內容中建議應該增加同性結合登記註冊的權益，但是也提到應該繼續禁止同性伴侶能夠婚姻、LGBT收養或者是人工授精。制定報告的委員會認為這三點議題彼此之間密不可分，且可能違反法國於聯合國上所簽署的《兒童權利公約》之內容，不過實際上許多簽署該公約的國家亦已經部分或者全部地將這些權利授予給同性伴侶。另外在報告中也認為同性婚姻等行為已經涉及到孩童的人權問題，並且表示：「現在有系統地優先考慮成人的想法和權利，之後才尊重這些兒童權益是不可能的。」但這份認為應該繼續禁止同性婚姻等合法化的報告則遭到左翼團體的反對。

### 2011年
2011年年初時法國LGBT組織公開表示認為禁止同性婚姻已經違反憲法保障之內容，要求法國憲法委員會審查民法典的內容以及同性婚姻與憲法的關聯。2011年1月28日，法國憲法委員會發表報告表示將同性婚姻列為非法並不違背憲法，並且認為關於同性婚姻的爭議應該由法國國民議會處理。2011年6月14日，由社會黨所提出的《586法案》在國民議會上以293票反对、222票支持而遭到否決，其中作為多數黨的人民運動聯盟在投票中多反對這項法案，而社會黨議員則多支持法案通過。之後社會黨代表便指稱在2012年法國國會選舉獲得多數後，會將同性婚姻合法化作為優先處理的事項。
2011年11月12日，卡貝斯塔尼市長讓·維拉為兩名同性伴侶主持婚禮，為了防止後續被判處婚姻無效而決定沒有進行申請；對此維拉認為將這作法稱為「好戰行為」，並且提到：「在有些在必要時候應在法律範疇外採取行動。」對此法國政府則有著不同反應，法國家庭事務國務秘書克洛德·格雷夫指稱這次事件為「2012年總統大選前夕之挑釁」，而團結與社會凝聚力部部長部長罗斯利娜·巴舍洛則表示自己支持同性婚姻、但是這次事件「並沒有以最好的方式來進行」。

### 通過法案

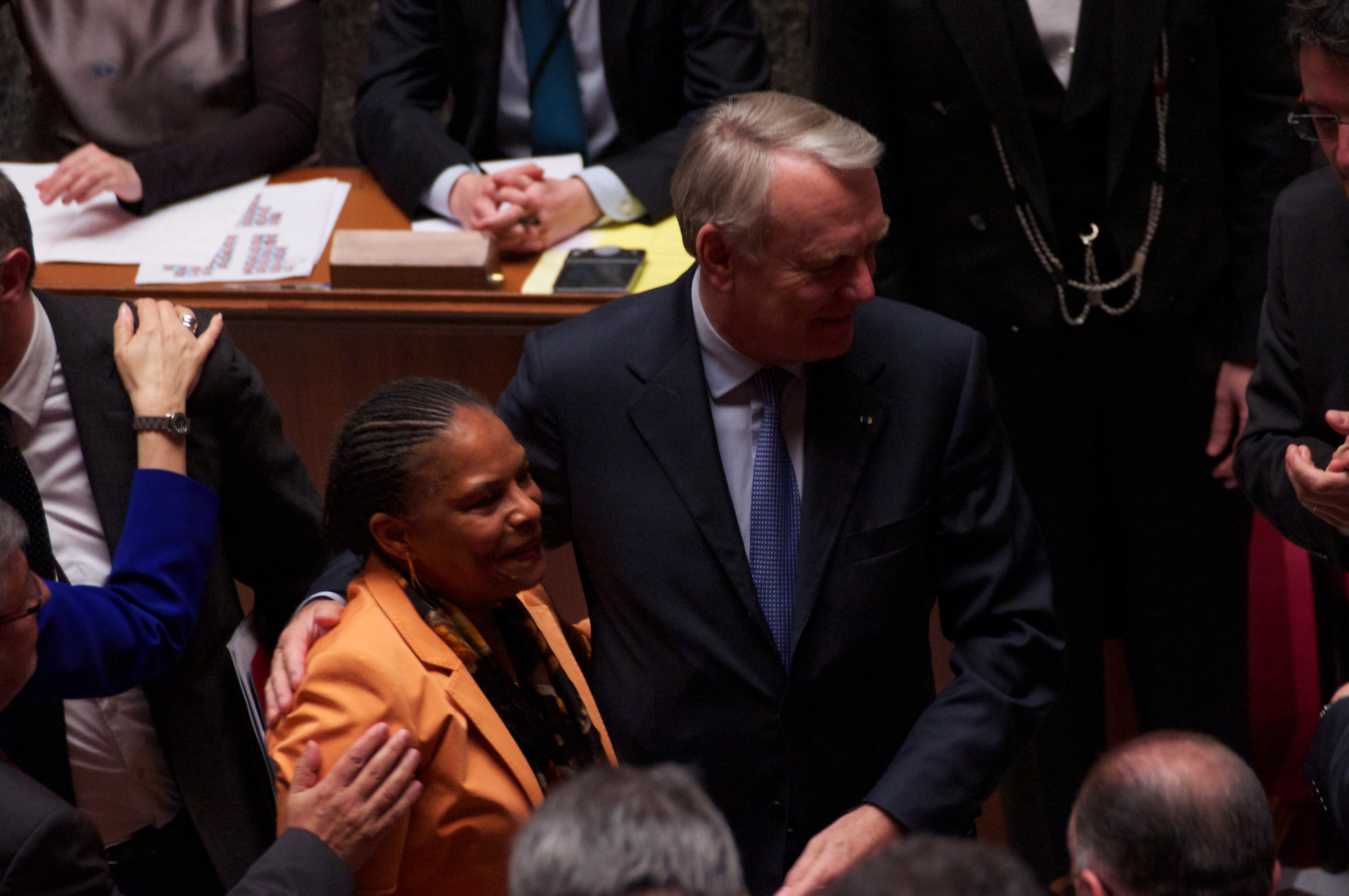
同性婚姻合法化獲得左派控制的法國國民議會通過後，留在會場內道賀的司法部長克里斯蒂亚娜·托比拉與法國總理讓-馬克·埃羅。

2012年法國總統選舉競選期間，時為社會黨候選人法蘭索瓦·歐蘭德表示支持同性婚姻以及LGBT收養，並且將這兩項列入其所提出的60個當選承諾中。2012年5月6日歐蘭德在大選中獲勝後，隨即表示將在2013年春季通過同性婚姻之法案。6月17日時歐蘭德所領導的社會黨在國民議會中獲得決定多數的席次，而在之前同性戀自豪日時法國政府發言人纳贾特·瓦洛-贝勒卡西姆承諾將在2013年時實施新訂定的婚姻平等法。7月3日，法國總理讓-馬克·埃羅在新組成的國民議會發表首次演講時提到將會在2013年第一季中通過與同性婚姻和相關收養規定之法案。2012年11月7日，法國政府正式向國民議會提交法律草案。
2013年1月法國國民議會開始就草案進行辯論，而與此同時在340,000人警力監督下、有340,000名到800,000名反對同性婚姻者在巴黎組織大規模遊行，而在同一個月在125,000名警力戒備下、有400,000多名支持同性婚姻人士也於巴黎展開遊行活動。2013年2月2日國民議會以249張支持票與97張反對票，批准關於法案第一條中同性婚姻在法國國內合法化之內容；其中議案在進行討論期間，反對派提出了超過5,000項修正提案以拖延法律通過之議程。
2013年2月12日，國民議會以329票支持對229票反對而批准整個法案條文，並且將其轉送到法國參議院繼續進行審理。執政的左派社會黨議員絕大多數在表決時都贊成該項法案（只有4名黨員投下反對票），而作為主要反對黨的右派人民運動聯盟絕大多數議員則都投下反對票（只有2名人民運動聯盟成員投下贊成票）。2013年4月4日參議院開始就法案進行辯論，並且在5天後以179張支持票對上157張反對票批准法案第一條內容。4月12日時，參議院以171張支持票與165張反對票批准法案並且對其進行部分修訂。最後在2013年4月23日，法國國民議會以331張支持票與225張反對票表決通過婚姻法案的參議院版本。
之後作為主要反對黨的人民運動聯盟要求提交至法國憲法委員會，由專業的法律學者與前法國總統來檢驗法案是否違憲；其中在2011年時憲法委員會所做出的判決為婚姻的定義是由國民議會決定，另外在憲法之中並沒有預先提及關於同性婚姻之權利。反對黨稱通過法案會使得被結婚後的同性伴侶領養的孩子失去憲法賦予「有一個母親和一個父親」的權利，然而實際上法國本身並沒有禁止男性或者女性單身人士或者有其他性取向之養父母認養孩童。在表決前的幾個禮拜，支持同性婚姻的左派社會黨和綠黨政治家都收到死亡威脅，或者揚言綁架或者傷害他們的相關親屬。法國國民議會的投票結果公佈後，反對法國國內同性婚姻合法化的人士再度發起隊規模的公共抗議行動；而包括巴黎與里昂等城市爆發抗議群眾與警察發生衝突之事件，甚至如支持新納粹主義的法國右翼人士也陸續動員以表示不滿。對此歐蘭德則表示：
|                   | 我請求並且呼籲所有人共同追求和平，這意味著理解與尊重。因為現在需要將所有精神集中致力於那些至關重要的事情上，唯有我們國家和民族發揮凝聚力才能夠在經濟成更上達到關鍵影響。 |
| ——法蘭索瓦·歐蘭德 | |

## 承認
根據法國現行法規規定在法國以外地區進行的同性婚姻得以獲得法國政府承認，其認定方式為婚姻的伴侶所來自的是否為法國政府所認定的允許同性婚姻之國家，而是如果有一方配偶為法國國民或者是是其他不承認同性婚姻之國家的國民則會不予承認。在2005年4月23日時，法國司法部部長在國民議會接受質詢時便提到法國政府在承認同性婚姻時，要求於法國以外地區結婚的同性婚姻伴侶必須為允許同性婚姻之國家的國民。例如2008年7月11日便有來自荷蘭的同性伴侶在稅務繳交部分獲得法國政府承認其婚姻關係，然而這一作法仍然是相關法律所限制以外的特殊狀況，而法國法律實際上仍然沒有正式承認同性婚姻的關係。

## 首對同性婚姻
2013年5月29日，南部城市蒙彼利埃舉行法國首場同性婚姻，兩名分別40和30歲的男子在當地市政廳行禮，由執政社會黨市長主持，兩人在數百名親友和100多名記者見證下交換誓詞。因應日前有大批民眾示威抗議同性婚姻，會場外保安森嚴，數十名防暴警察把守，防範極右份子滋事。

## 外部連結
- （法文） Mariage pour tous : le projet de loi est définitivement adopté （页面存档备份，存于）